# Fiacre
Fiacre (en irlandès Fiáchra, en llatí Fiacrius, Fiacrus) és un monjo d'origen irlandès, que hauria creat als segle vii un monestir prop de Meaux, actualment a França. Va néixer vers 590 a Connacht i morir a Meaux el 30 d'agost del 670 Després de la seva mort el lloc on va fundar el monestir va prendre el nom de Saint-Fiacre i esdevenir un centre de romeria famós. És el sant patró dels jardiners.

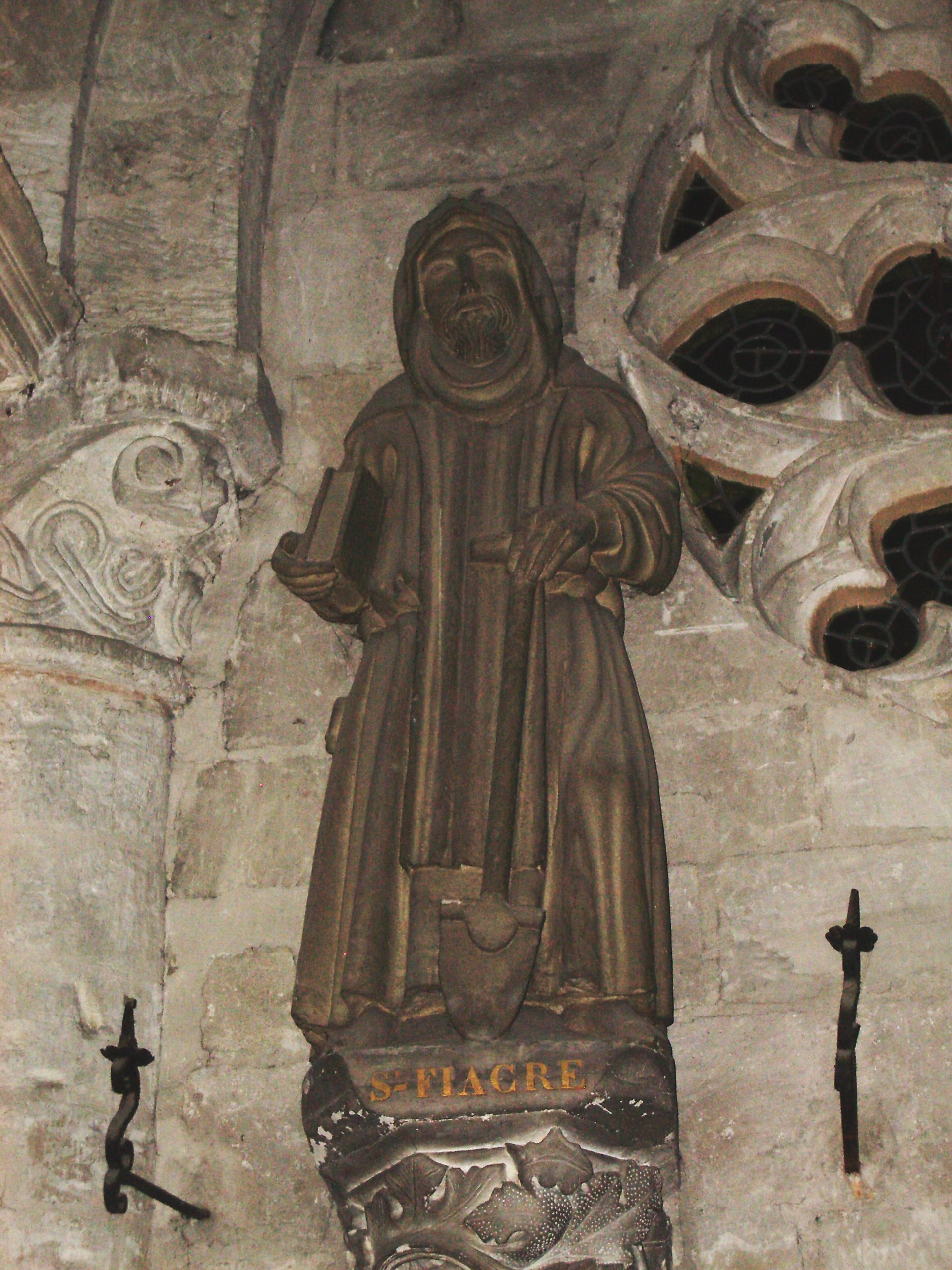
Estàtua de Fiacre a l'església de Sant Taurí a Évreux

En la religió catòlica és venerat com a sant, que ajudaria amb problemes d'hemorroides, dit en francès «el mal de Sant Fiacre», dels xancres i dels càncers. Hi ha molts variants del seu nom: Fiachra, Fiacer, Feacar, Ficker, Fefrus, Fieg, Fiancorus, Fithoc, Futtach, Muffett i Musset. La seva efígie ornava l'oficina de carruatges del carrer rue Saint-Antoine de París, i el mot fiacre va esdevenir sinònim de cotxe de lloguer. En els Jardins del Real de València hi ha una capelleta dedicada al sant com a patró dels jardiners.

## Uns llocs de veneració
- Cuy-Saint-Fiacre
- Dison
- Meaux
- Sant Fieg
- Saint-Fiacre (Seine-et-Marne)
- Tournay
- Wisbecq (Rebecq)